# Un divan à New York
Un divan à New York (Brasil: Um Divã em Nova York / Portugal: Um Divã em Nova Iorque) é um filme franco-bélgico-alemão, do gênero comédia romântica, escrito e dirigido por Chantal Akerman. Lançado em 1996, é estrelado por Juliette Binoche e William Hurt sobre uma troca anônima de apartamentos entre um psicanalista nova-iorquino de sucesso e uma jovem dançarina parisiense.

## Sinopse
Henry Harriston (William Hurt) é um psicanalista cujos pacientes o estão deixando louco, deixando-lhe mensagens constantemente durante suas horas de folga. Por capricho, ele coloca um anúncio oferecendo seu apartamento para uma troca de moradia. Béatrice Saulnier (Juliette Binoche) uma dançarina parisiense responde ao seu anúncio e sem conhecer os dois apartamentos de troca. Béatrice está impressionada com o apartamento de alta tecnologia de Henry, que é bonito e espaçoso. Henry, entretanto, fica horrorizado quando chega ao apartamento de Béatrice e o encontra sujo e bagunçado.
Enquanto isso, os pacientes de Henry, que Henry vê em casa, começam a ir ao seu apartamento em busca de terapia. Béatrice começa a ouvir suas histórias e os pacientes a aceitam como substituta temporária de Henry.
No apartamento de Béatrice, Henry descobre um esconderijo de cartas de amor escritas para Béatrice por vários homens. Os amantes de Béatrice também começam a aparecer em seu apartamento e falar com Henry sobre seu amor por ela. Quando eles começam a ligar para o apartamento dizendo a Henry como ele foi útil e como eles querem falar com ele novamente, ele desiste e retorna para Nova York.
Com a intenção original de simplesmente pegar sua correspondência, Henry percebe que seus pacientes continuam entrando e saindo de seu apartamento e, quando ele tenta entrar em seu apartamento, é empurrado para fora pela amiga de Béatrice que se passa por sua recepcionista. Acreditando que Béatrice está planejando uma fraude intencionalmente, ele vai enfrentá-la, se passando por um falso paciente, John. Em vez de confrontá-la, no entanto, ele mantém o plano de ser um paciente, mas não consegue falar e a sessão consiste em Béatrice e Henry dizendo "Sim" um para o outro. Apesar disso, os dois se sentem atraídos um pelo outro e a sessão termina com Béatrice sugerindo que Henry, como John, volte. Enquanto isso, Henry está convencido de que Béatrice realmente tem boas intenções e decide manter o plano e continuar a vê-la.
Depois de uma sessão específica em que Henry fala sobre seu relacionamento distante com sua mãe, Henry e Béatrice começam a pensar que se apaixonaram. Henry se recusa a dizer qualquer coisa, sentindo-se muito covarde, enquanto a amiga de Béatrice diz que ela não pode se envolver em um relacionamento com um paciente. Béatrice e Henry tornam-se próximos e continuam a ter sentimentos fortes um pelo outro. Durante uma das sessões, a luz se apaga e os dois secretamente sussurram confissões de amor no escuro, mas nenhum ouve o que o outro está dizendo. O amigo de Henry o incentiva a correr para Béatrice ou escrever uma carta para ela, mas como essas são coisas que os amantes anteriores de Béatrice fizeram e que falharam, Henry se recusa. Ele decide que a única maneira de a situação ser resolvida é se Béatrice confessar seu amor por ele. Em vez disso, ela liga para ele tarde da noite para dizer-lhe que suas sessões devem terminar, pois ela está voltando para Paris. Henry diz a Béatrice que a ama, mas ela desliga antes de ouvir o que ele disse.
Henry corre para o aeroporto na esperança de pegar um vôo de última hora para Paris. Infelizmente, o avião está lotado. Henry decide aguardar em espera. Ele consegue a última passagem porque um passageiro não apareceu, porém essa passagem pertencia a Béatrice, então enquanto Henry voa para Paris, revistando o avião, procurando por Béatrice, Béatrice fica para trás.
Ao chegar em casa, Béatrice percebe que não pode ir para ela sozinha, pois Henry ainda está em seu apartamento e vai ficar com seu vizinho. No terraço do vizinho, ela vê suas plantas que floresceram em sua ausência. Ela puxa conversa com Henry, que ela não consegue ver através das plantas. Ele disfarça a voz para que ela não o reconheça. Conversando com Henry através das plantas Béatrice confessa que veio cedo porque se apaixonou por um dos pacientes de Henry, John.
Percebendo que Henry e John são a mesma pessoa, Béatrice sobe no terraço de volta para seu apartamento e beija Henry, dizendo que o ama.

## Elenco
- Juliette Binoche - Béatrice Saulnier
- William Hurt - Henry Harriston
- Stephanie Buttle - Anne
- Barbara Garrick - Lizbeth Honeywell
- Paul Guilfoyle - Dennis
- Richard Jenkins - Campton
- Kent Broadhurst - Tim
- Matthew Burton - Wood
- Henry Bean - Stein
- Bernard Breuse - Jérôme
- Adam LeFevre - Patrono do restaurante
- Boris Leskin - Motorista de táxi nº 1
- Tiffany Frazer - Julie
- Wendy Way - Funcionária no aeroporto
- Jerry Dean - Motorista de táxi nº 2

## Recepção
O filme recebeu críticas ruins após o lançamento. Akerman, Binoche e Hurt foram criticados por serem ruins em lidar com os aspectos cômicos e românticos do filme. 